# Карл Шранц
Карл Шранц (Занкт Антон ам Арлберг, 18. новембар 1938) је бивши аустријски алпски скијаш, који спада међу најбоље скијаше из 1960-их.
Током своје дугачке каријере (1958-1972), Карл Шранц је победио на двадесет значајнијих трка у спусту, и у доста велеслаломских као и у неколико слаломских трка. Крајем каријере наследио је Жан-Клода Килија на месту укупног победника Светског купа.
Шранц је освојио титулу 1969, када је имао тридесет година, и поновио исти успех наредне године. Током те две сезоне био је победник и у такмичењу спуста, а био је најбољи у велеслалому 1969.
У Венгену у Швајцарској победио је четири пута у спусту (1959, 1963, 1966. и 1969) а у Кицбилу је победио два пута (1969. и 1972)

## Олимпијске игре
На Олимпијским играма нажалост није имао среће. На Зимским олимпијским играма 1972. дисквалификован је због признања да није истински аматер, као сви други скијаши. Тај догађај је утицао на измену правила за каснија такмичења.
На свом првом наступу на Зимским олимпијским играма 1960, Шранц је био повређен али је ипак учествовао у спусту и велеслалому. Обе трке је завршио на седмом месту. Освојио је сребро у велеслалому у Инзбруку 1964. без обзира што је био прехлађен. У Греноблу 1968. није освојио ниједну медаљу, јер је имао велики пех у трци слалома. Наиме, био је најбржи после прве вожње, док је у другој вожњи прекинут због уласка једног од контролора трке на стазу. Поновио је вожњу и остварио је најбоље време, међутим дисквалификован је гласовима троје од петоро судија. Они су тврдили да је у првој вожњи током које је прекинут промашио једну капију, па самим тим није ни требало да понавља вожњу већ да одмах буде дисквалификован.
С обзиром да је Жан-Клод Кили већ освојио злато у спусту и велеслалому спекулисало се да су француски контролори трке били пристрасни и да су то учинили не би ли Кили освојио све три златне медаље и тако поновио успех Тонија Зајлера из 1956.
Шранц је имао више успеха на Светским првенствима, која су се у то време одржавала сваке четири године. Освојио је злато у спусту и комбинацији на Светском првенству 1962. и злато у велеслалому на Светском првенству 1970.
Шранц је касније постао власник хотела у родном Занкт Антону и одиграо је кључну улогу у организацији Светског првенства 2001.

## Освојени кристални глобуси
| Сезона | Дисциплина |
| ------ | ---------- |
| 1969.  | Укупно     |
| 1969.  | Спуст      |
| 1969.  | Велеслалом |
| 1970.  | Укупно     |
| 1970.  | Спуст      |

## Победе у Светском купу
| Сезона | Датум              | Место                                | Трка       |
| ------ | ------------------ | ------------------------------------ | ---------- |
| 1969.  | 12. децембар 1968. | Вал д'Изер, Француска                | Велеслалом |
| 1969.  | 11. јануар 1969.   | Венген, Швајцарска                   | Спуст      |
| 1969.  | 18. јануар 1969.   | Кицбил, Аустрија                     | Спуст      |
| 1969.  | 1. фебруар 1969.   | Занкт Антон, Аустрија                | Спуст      |
| 1969.  | 15. март 1969.     | Мон Сент Ан, Канада                  | Велеслалом |
| 1970.  | 5. јануар 1970.    | Аделбоден, Швајцарска                | Велеслалом |
| 1970.  | 23. јануар 1970.   | Межев, Француска                     | Спуст      |
| 1970.  | 1. фебруар 1970.   | Гармиш-Партенкирхен, Западна Немачка | Спуст      |
| 1970.  | 10. фебруар 1970.  | Вал Гардена, Италија                 | Велеслалом |
| 1972.  | 12. децембар 1971. | Вал д'Изер, Француска                | Спуст      |
| 1972.  | 14. јануар 1972.   | Кицбил, Аустрија                     | Спуст      |
| 1972.  | 15. јануар 1972.   | Кицбил, Аустрија                     | Спуст      |